# ريتشارد ويليام موراي
ريتشارد ويليام موراي (بالإنجليزية: Richard William Murray)‏ هو شخصية أعمال جنوب أفريقي، ولد في 1819 في لندن في المملكة المتحدة، وتوفي في 1908.